# Tin Soldiers
Tin Soldiers è il secondo album in studio del gruppo musicale power metal italiano Trick or Treat, pubblicato nel 2009. Nel disco si registra la collaborazione di Michael Kiske, storico ex vocalist degli Helloween e di Michele Luppi, all'epoca vocalist dei Vision Divine.
Rispetto al precedente album la band ha investito più risorse sulla produzione e i pezzi sono stati scritti tra il 2006 e il 2008.
Michael Kiske ha dichiarato in un'intervista riguardo a Tin Soldiers:

## Tracce
1. A Night in the Toyshop
2. Paper Dragon
3. Take Your Chance (feat. Michele Luppi)
4. Freedom
5. Hello Moon (feat. Michael Kiske)
6. Elevator to the Sky
7. Loser Song
8. Tears Against Your Smile (feat. Michael Kiske)
9. Final Destination
10. Tin Soldiers Pt. 1 (Strumentale)
11. Tin Soldiers Pt. 2
12. Human Drama (Bonus track dell'edizione giapponese)

## Formazione
- Alessandro Conti - voce
- Guido Benedetti - chitarra
- Luca Cabri - chitarra
- Leone Villani Conti - basso
- Mirko Virdis - batteria